# Walentina Matwijenko
Walentina Iwanowna Matwijenko (ros. Валентина Ивановна Матвиенко, ur. 7 kwietnia 1949 w Szepetówce) – rosyjska polityk, w latach 2003–2011 gubernator Petersburga, przewodnicząca Rady Federacji.

## Życiorys
Ukończyła studia w Instytucie Chemiczno-Farmaceutycznym w Leningradzie i w 1985 Akademię Nauk Społecznych KPZR. W 1972 rozpoczęła karierę polityczną w Komunistycznej Partii Związku Radzieckiego. W latach 90. XX wieku sprawowała urząd ambasadora ZSRR (a potem Rosji) w Grecji i na Malcie. Działała również w Ministerstwie Spraw Zagranicznych. Przed objęciem stanowiska gubernatora Petersburga, w latach 1998−2003, była wicepremierem Rosji w rządach czterech kolejnych premierów.
Od 21 września 2011 pełniła funkcję przewodniczącej Rady Federacji. 17 marca 2014 została objęta zakazem wjazdu do Stanów Zjednoczonych i krajów Unii Europejskiej, w ramach retorsji za agresję Rosji przeciw Ukrainie – uznano, że była jednym z prowodyrów rosyjskiej histerii antyukraińskiej (wielokrotnie opowiadała publicznie, także w czasie debaty w rosyjskim parlamencie, o represjach ukraińskich i ofiarach wśród rosyjskojęzycznej mniejszości na Ukrainie, co nie miało pokrycia w faktach).